# Первый Московский завод радиодеталей
Первый Московский завод радиодеталей с 1951 г. занимается разработкой и производством изделий радиоэлектронной промышленности. Адрес: 1-й Волоколамский проезд, 10

## История
- 1932 г. — был введен в эксплуатацию Московский завод № 29, специализированный на производстве машин с капитальным ремонтом ГУШД НКВД СССР.
- 1941—1945 гг. завод переходит на военную продукцию — ремонт двигателей ЧТЗ-60, ХТЗ, ЗИС-5.
- 1945—1951 гг. завод № 29 выпускал узлы для самосвалов, бензовозов, проводил капитальный ремонт дорожных машин.
- 1951 г. на базе бывшего завода № 29 Министерства внутренних дел СССР на основании постановления Совета Министров СССР был организован завод Министерства промышленных средств связи по выпуску радиодеталей, переменных и постоянных сопротивлений типа: СП, ВС, СПО, УЛМ, БЛП, ТВО.
- С 1951 г. ЗАО «ПМЗР» занимается разработкой и производством изделий радиоэлектронной промышленности.
- В 1978—1990 гг. ПО «Гиперон» руководил Лауреат Государственной премии ССР, «Почетный работник электронной промышленности», неоднократно награждённый орденами и медалями — Котов Юрий Иванович.
- 30.01.90 — ПО «Гиперон» был сдан коллективу завода в аренду.
- 1991 г. — завод преобразован в арендное предприятие «ПМЗР».
- В 1992 г. арендное предприятие преобразовано в АО; Президентом был избран Котов Ю. И.
- 26.06.97 — АО «ПМЗР» преобразовано в ЗАО «ПМЗР», где Советом директоров руководит Котов Ю. И., а Генеральным директором назначен «Почетный работник электронной промышленности» Лунгулло Вячеслав Николаевич.

По состоянию на 1 августа 2006 года на месте завода располагается бизнес-центр «Диапазон». Часть зданий снесена, часть переделана под современные офисные помещения. Офисы сдаются различным фирмам в аренду.
1. ↑  https://oboron-prom.ru/page,28,predpriyatiya-21-40.html